# 茶の湯美術館
茶の湯美術館（ちゃのゆびじゅつかん）は、岐阜県高山市にある茶道具に関する美術館。

## 概要
茶の湯の収集品を展示するため、1999年（平成11年）10月開館。
併設する茶の湯の森では、人間国宝の作品等で呈茶を頂ける。
岐阜県まちかど美術館・博物館に登録されている。
茶の湯の森は、岐阜県より博物館に相当する施設（指定施設）として指定されている。

## 展示された収蔵品
千家十職（茶道家元専属職家）
約400年の歴史をもつ楽家歴代の作品
茶掛軸・玉虫厨子・屏風、
茶道具を中心に人間国宝の作品等、約1600点を所蔵し、そのうちの百数十点を順次展示する。

## 利用案内
- 入館時間は9時00分から17時00分（入館は16時00分まで）。　毎週水曜休館（祝祭日は開館）冬季休館あり。入館料は大人800円～、団体割引あり。

## 交通アクセス
- 高山駅より徒歩50分
- 高山駅よりタクシー10分